# Thoracotremata
Thoracotremata is een ondersectie van de sectie Eubrachyura. Het zijn krabben waarvan de genitale openingen zowel bij vrouwtjes als bij mannetjes op het sternum (buikschild) liggen.

## Taxonomie
De ondersectie bestaat uit 17 families in vier superfamilies:
- Cryptochiroidea  Paul’son, 1875
- Grapsoidea  MacLeay, 1838
- Ocypodoidea  Rafinesque, 1815
- Pinnotheroidea  De Haan, 1833